# Uvaria versicolor
Uvaria versicolor är en kirimojaväxtart som beskrevs av Jean Baptiste Louis Pierre, Adolf Engler och Friedrich Ludwig Diels. Uvaria versicolor ingår i släktet Uvaria och familjen kirimojaväxter. Inga underarter finns listade i Catalogue of Life.